# The Comic Strip
The Comic Strip est une série animée américaine en soixante-cinq épisodes de 20 minutes diffusés en syndication entre le 7 septembre et le 4 décembre 1987.

## Fiche technique
Sauf indication contraire, les informations mentionnées dans cette section peuvent être confirmées par la base de données cinématographiques IMDb,  présente dans la section « Liens externes ».
- Titre original : Comic Strip
- Réalisation :
- Scénario : Julian P. Gardner, Peter Lawrence, William Overgard, Leonard Starr, Chris Trengove, Jules Bass, J. Larry Carroll, Matthew Malach et Romeo Muller
- Photographie :
- Musique : Bernard Hoffer
- Casting :
- Montage :
- Animation : Bob Camp, Michael Germakian et Pepe Moreno
- Production :
  - Production déléguée : Jules Bass et Arthur Rankin Jr.
  - Superviseur de la production : Lee Dannacher
- Sociétés de production : Rankin/Bass et Pacific Animation Corporation
- Société de distribution :
- Chaîne d'origine : Syndication
- Pays d'origine :  États-Unis
- Langue originale : anglais
- Genre : Série animée
- Durée : 20 minutes

## Distribution
- Seth Green
- Maggie Wheeler
- Jim Meskimen
- Ron Taylor
- Josh Blake
- Carmen De Lavallade
- Larry Kenney
- Danielle DuClos
- Earl Hammond
- Gerrianne Raphael

## Épisodes

### Karate Kat
1. The Katzenheimer Kaper
2. The Sardine Turnover Kaper
3. The Mousemobile Kaper
4. The Crow Key Kaper
5. The Kata Hari Kaper
6. The Picat-So Kaper
7. Ticktocking Along
8. The Koffee Kup Kaper
9. Kat Tracks
10. The Bank Heist
11. The Tabby Tire Tracker
12. The Pink Sphinx
13. Cats Ahoy
14. The Cousin Kaper
15. The Bathtub Bandits
16. Pretty Kitty Kaper
17. The Kattensniffer Kaper
18. The Cats 'N Bats Kaper
19. The Tabby Telemann Kaper
20. Cat Goes Ape
21. The Ghost of Legs Larue
22. Kat's Paw
23. The Twin Brother Kaper
24. The Amnesia Kaper
25. The Lonley Hearts Kaper

### The Mini-Monsters
1. Camp Mini-Mon
2. The Belly Ache
3. Alien
4. Practical Joke
5. Parent's Day
6. Melissa's Magic Painting
7. They're Not Monsters
8. The Big Fight
9. The Swim Meet
10. Cawfield Blows His Cool
11. The Magic Feather
12. The Switch
13. Wolfie's Bet
14. La Goon in Love
15. Mini-Mon's Horse
16. Dr. Jeckyl and Mr. Claws
17. Ghosts in the Night
18. House for Sale
19. Campy Goody Twoshoe
20. Franklyn Builds a Friend
21. Mumm-O's Birthday
22. Home Movies
23. The Inspection
24. A Visit from Ooze
25. Phantom of the Mess Hall
26. Darky's Bat

### The Street Frogs
1. The Hop Line
2. The Crate
3. Typhoon Takes Off
4. The Drop Out
5. Loretta Goes to Hollywood
6. Rapperman
7. Fiddling Around
8. The Super
9. The Babysitters
10. Frog TV
11. Surprise Fights
12. Take Out
13. Moose's Ride
14. The Car Show
15. Bye Bye Toad
16. High Fashion Frogs
17. Fleet Frogs
18. The Derby
19. The Night Job
20. The Hairdo
21. Misty Marvelous
22. The Street Fair
23. Wilfred Returns
24. When I Grow Up
25. The Phone Call

### Tiger Sharks
1. The Fish Tank
2. Shark to the Rescue
3. Save the Shark
4. The Deep Fryer
5. Bowfin
6. Pappagallo's Present
7. The Lighthouse
8. Go With the Flow
9. Termagant
10. The Terror of Dragonstein
11. The Search for Redfin
12. The Kraken
13. Stowaway
14. Iced
15. The Volcano
16. A Question of Age
17. Eye of the Storm
18. Departure
19. Murky Waters
20. The Spellbinder
21. The Waterscope
22. The Point of Not Return
23. The Scavenger Hunt
24. Paradise Island
25. The Treasure Map
26. Redfin Returns